# Josselin Ouanna
Josselin Ouanna nacido el 14 de abril de 1986, en Tours, Francia es un tenista profesional.

## Carrera
Su mejor ranking individual es el N.º 88 alcanzado el 5 de octubre de 2009, mientras que en dobles logró la posición 220 el 7 de enero de 2008.
Ha logrado hasta el momento 5 título de la categoría ATP Challenger Tour, cuatro de ellos en individuales y uno en la modalidad de dobles, así como también ha obtenido varios títulos Futures tanto en individuales como en dobles.

### 2008
Josselin Ouanna llegó a los cuartos de final de dos torneos challengers al inicio de temporada. Jugó su primer Roland Garros, pero perdió ante el argentino Juan Martín del Potro. Luego perdió dos veces en los cuartos de final de torneos challengers en Francia, antes de ganar el Challenger de Rennes derrotando a su compatriota Adrian Mannarino en la final. Josselin Ouanna cosecha una buena actuación en el Torneo de Montpellier venciendo a Ivan Ljubičić y a Nicolás Lapentti antes de retirarse ante Gilles Simon.

### 2009
Josselin Ouanna arranca la nueva temporada en el Challenger de Nouméa donde fue noqueado en la primera ronda ante Edouard Roger-Vasselin por (4-6, 6-2, 7-67). En abril ganó el Challenger de Saint-Brieuc derrotando a Adrian Mannarino en tres sets (7-5, 1-6, 6-4).
Consiguió una invitación para el Torneo de Roland Garros 2009, el segundo Grand Slam de un año después de su primera participación en Roland Garros, cruzó la primera ronda eliminando al español Marcel Granollers en cinco sets (7-5, 2-6, 3-6, 7-6, 6-1). En segunda ronda, elimina a uno de sus ídolos de la infancia, y el ex número uno del mundo Marat Safin, quien jugó su último Roland Garros en cinco sets (7-62, 7-64, 3-6, 4-6, 10-8). Fue eliminado en la tercera ronda por el chileno Fernando González en tres sets (7-5, 6-3, 7-5).

## Títulos; 5 (4 + 1)
| Leyenda                     | Individuales | Dobles |
| --------------------------- | ------------ | ------ |
| Grand Slam                  | 0            | 0      |
| ATP World Tour Finals       | 0            | 0      |
| ATP World Tour Másters 1000 | 0            | 0      |
| ATP World Tour 500 Series   | 0            | 0      |
| ATP World Tour 250 Series   | 0            | 0      |
| ATP Challenger Series       | 4            | 1      |

### Individuales
| N.º | Fecha       | Torneo                               | Superficie    | Oponente en la final | Resultado     |
| --- | ----------- | ------------------------------------ | ------------- | -------------------- | ------------- |
| 1.  | 12.10.2008  | Challenger de Rennes                 | Carpeta (i)   | Adrian Mannarino     | 6–2, 6–3      |
| 2.  | 05.04..2009 | Challenger de Saint-Brieuc           | Tierra batida | Adrian Mannarino     | 7–5, 1–6, 6–4 |
| 3.  | 04.03.2012  | Challenger de Cherburgo-Octeville    | Dura          | Maxime Teixeira      | 6–3, 6–2      |
| 4.  | 09.09.2012  | Challenger de Saint-Rémy-de-Provence | Dura          | Flavio Cipolla       | 6–4, 7–5      |

### Dobles
| N.º | Fecha      | Torneo                | Superficie | Compañero  | Oponentes en la final | Resultado       |
| --- | ---------- | --------------------- | ---------- | ---------- | --------------------- | --------------- |
| 1.  | 21.06.2014 | Challenger de Tianjín | Dura       | Robin Kern | Jason Jung Evan King  | 6-73, 7-5, 10-8 |